# Боровське-Жакі
Боровське-Жакі (пол. Borowskie Żaki) — село в Польщі, у гміні Туроснь-Косьцельна Білостоцького повіту Підляського воєводства.
Населення — 48 осіб (2011).
У 1975-1998 роках село належало до Білостоцького воєводства.

## Демографія
Демографічна структура станом на 31 березня 2011 року:
|          | Загалом | Допрацездатний вік | Працездатний вік | Постпрацездатний вік |
| -------- | ------- | ------------------ | ---------------- | -------------------- |
| Чоловіки | 25      | 5                  | 17               | 3                    |
| Жінки    | 23      | 4                  | 12               | 7                    |
| Разом    | 48      | 9                  | 29               | 10                   |